# Minuciano (retor)
Minuciano (em latim: Minucianus; em grego: Μινουκιανός) foi um reitor romano de origem grega do século II. Era contemporâneo do celebérrimo Hermógenes de Tarso (fl. ca. 170), de quem discordava. Essa contenda foi registrada na Escoliasta sobre Hermógenes. A Arte retórica (Τέχνη ρητορική) atribuída a outro reitor homônimo que esteve ativo no século seguinte já foi considerada como sua.